# Grankullstjärnen
Grankullstjärnen är en sjö i Hagfors kommun i Värmland och ingår i Göta älvs huvudavrinningsområde. Sjön har en area på 0,0984 kvadratkilometer och ligger 243,5 meter över havet.

## Delavrinningsområde
Grankullstjärnen ingår i det delavrinningsområde (665395-136579) som SMHI kallar för Inloppet i Lakenesjön. Medelhöjden är 278 meter över havet och ytan är 37,97 kvadratkilometer. Det finns inga avrinningsområden uppströms utan avrinningsområdet är högsta punkten. Lovisebergsälven (Välån) som avvattnar avrinningsområdet har biflödesordning 2, vilket innebär att vattnet flödar genom totalt 2 vattendrag innan det når havet efter 338 kilometer. Avrinningsområdet består mestadels av skog (88 procent). Avrinningsområdet har 0,79 kvadratkilometer vattenytor vilket ger det en sjöprocent på 2,1 procent.